# الفتاة من بلينفيل
الفتاة من بلينفيل (بالإنجليزية: The Girl from Plainville)‏ هو مسلسل دراما أمريكي من بطولة إيل فانينغ، كلوي سيفاني، نوربرت ليو بوتز وكارا بوونو. صدر المسلسل على منصة هولو في 29 مارس 2022.